# 萧红 (电影)
《萧红》（英語：Falling Flowers），讲述著名女作家萧红生平故事，导演霍建起，主演宋佳、黄觉等。2013年3月8日在中国大陆上映。

## 剧情
该片为纪念女作家萧红诞生100周年而拍摄，讲述了萧红从中国抗日战争、第二次国共内战，流亡于哈尔滨、上海、山西，婚姻不幸，转而爱上端木蕻良，最后客死香港。

## 主演
| 演员   | 角色   | 备注                   |
| 宋佳   | 萧红   | 东北作家群之一。       |
| 黄觉   | 萧军   | 东北作家群之一。       |
| 张博   | 骆宾基 | 原名张璞君，东北作家。 |
| 李依玲 | 冯姐   |                        |

## 制作
2011年8月4日，在北京人民大会堂举行于新闻发布会上，王珞丹饰演萧红。2012年1月4日剧组工作人员向记者解释，王珞丹的档期安排不开了，所以换成了小宋佳。
该片先后辗转于北京市、上海市、哈尔滨市、沈阳市、吉林市、香港、武汉市、重庆市等10多地取景。
导演霍建起宣布结束时，来电通知他喜得贵子。
2012年5月24日在北京首映；该片中有激情戏。
由于该片语言半文半白、镜头过分煽情，遭到新闻媒体批评。

## 奖项
| 年份 | 提名者         | 奖项                              | 分类           | 是否得奖 | 备注  |
| ---- | -------------- | --------------------------------- | -------------- | -------- | ----- |
| 2009 | 苏小卫、乙福海 | “夏衍”优秀电影剧本奖              | 剧本奖         | 獲獎     |       |
| 2012 | 石栾           | 第15届上海国际电影节金爵奖        | 最佳摄影       | 獲獎     |       |
| 2012 | 《萧红》       | 第15届上海国际电影节金爵奖        | 金爵奖         | 提名     | [ 7 ] |
| 2012 | 《萧红》       | 中共中央宣传部精神文明建设        | “五个一工程”奖 | 獲獎     | [ 8 ] |
| 2013 | 宋佳           | 第29屆金雞獎                      | 最佳女主角     | 獲獎     |       |
| 2013 | 石栾           | 第29屆金雞獎                      | 最佳摄影       | 提名     |       |
| 2013 | 吕峰           | 第29屆金雞獎                      | 最佳美术       | 提名     |       |
| 2013 | 《萧红》       | 第15届中国电影华表奖              | 优秀故事片     | 提名     |       |
| 2013 | 霍建起         | 第15届中国电影华表奖              | 优秀导演       | 提名     |       |
| 2013 | 宋佳           | 第15届中国电影华表奖              | 优秀女演员     | 提名     |       |
| 2013 | 宋佳           | 第9届中美电影节                   | 最佳女演员     | 獲獎     |       |
| 2014 | 《萧红》       | 第5届中国电影导演协会年度表彰大会 | 年度影片       | 提名     |       |
| 2014 | 霍建起         | 第5届中国电影导演协会年度表彰大会 | 年度导演       | 提名     |       |
| 2014 | 黄觉           | 第5届中国电影导演协会年度表彰大会 | 年度男演员     | 提名     |       |
| 2014 | 宋佳           | 第5届中国电影导演协会年度表彰大会 | 年度女演员     | 提名     |       |
| 2014 | 乙福海、苏小卫 | 第5届中国电影导演协会年度表彰大会 | 年度编剧       | 提名     |       |
| 2014 | 宋佳           | 第1届温哥华华语电影节红枫叶奖     | 最佳女主角     | 獲獎     |       |
| 2014 | 霍建起         | 第1届温哥华华语电影节红枫叶奖     | 最佳导演       | 獲獎     |       |